# 17921 Aldeobaldia
17921 Aldeobaldia este un asteroid din centura principală de asteroizi.

## Descriere
17921 Aldeobaldia este un asteroid din centura principală de asteroizi. A fost descoperit pe 15 aprilie 1999 la Socorro, New Mexico, în cadrul proiectului LINEAR. Asteroidul prezintă o orbită caracterizată de o semiaxă mare de 2,33 ua, o excentricitate de 0,06 și o înclinație de 7,6° în raport cu ecliptica.